# Saison 1 de Dallas (2012)
Chronologie
Saison 2
Cet article présente les épisodes de la première saison de la série télévisée Dallas 2012.

## Panorama de la saison
| Saison | Saison | Épisodes | Diffusion       | Diffusion     | Sortie DVD     | Sortie DVD       | Sortie DVD |
| Saison | Saison | Épisodes | Début de saison | Fin de saison | Zone 1         | Zone 2           | Zone 4     |
| ------ | ------ | -------- | --------------- | ------------- | -------------- | ---------------- | ---------- |
|        | 1      | 10       | 13 juin 2012    | 8 août 2012   | 8 janvier 2013 | 12 novembre 2012 | NC         |

## Distribution

### Acteurs principaux
- Jesse Metcalfe (VF : Emmanuel Garijo) : Christopher Ewing
- Josh Henderson (VF : Axel Kiener) : John Ross Ewing III
- Jordana Brewster (VF : Laëtitia Lefebvre) : Elena Ramos
- Julie Gonzalo (VF : Olivia Dalric) : Rebecca Sutter Ewing
- Brenda Strong (VF : Françoise Cadol) : Ann Ewing
- Patrick Duffy (VF : Philippe Ogouz) : Bobby Ewing
- Linda Gray (VF : Évelyne Séléna) : Sue Ellen Ewing
- Larry Hagman (VF : Dominique Paturel) : J.R. Ewing
- Mitch Pileggi (VF : José Luccioni) : Harris Ryland

### Acteurs récurrents
- Marlene Forte (VF : Brigitte Virtudes) : Carmen Ramos (6 épisodes)
- Callard Harris (VF : Alexandre Cross) : Tommy Sutter (9 épisodes)
- Brett Brock : Clyde Marshall (2 épisodes)
- Richard Dillard (VF : Philippe Catoire) : Mitch Lobell (4 épisodes)
- Akai Draco (VF : Gilduin Tissier) : Shérif Derrick (2 épisodes)
- Kevin Page (en) (VF : Michel Mella) : Bum (7 épisodes)
- Steve Kanaly : Ray Krebbs (2 épisodes)
- Ken Kercheval : Cliff Barnes (3 épisodes)
- Charlene Tilton : Lucy Ewing Cooper (3 épisodes)
- John McIntosh : Dr Bennett (3 épisodes)
- Glenn Morshower (VF : Patrick Béthune) : Lou Rosen (5 épisodes)
- Faran Tahir (VF : Éric Marchal) : Frank Ashkani (4 épisodes)
- Carlos Bernard (VF : Serge Biavan) : Vicente Cano (5 épisodes)
- Leonor Varela (VF : Laëtitia Laburthe) : Veronica Martinez / Marta Del Sol (7 épisodes)

## Épisodes

### Épisode 1:Un univers impitoyable
- États-Unis : 13 juin 2012 sur TNT[1]
- Belgique : 15 novembre 2012 sur La Une[2]
- Québec : 1er avril 2013 sur TVA[3]
- France : 22 juin 2013 sur TF1[4]

- États-Unis : 6,86 millions de téléspectateurs[5]
- Québec : 702 000 téléspectateurs[6]
- France : 3,83 millions de téléspectateurs[7] (première diffusion)

### Épisode 2:Le Retour de J.R
- États-Unis : 13 juin 2012 sur TNT
- Belgique : 15 novembre 2012 sur La Une
- Québec : 8 avril 2013 sur TVA
- France : 22 juin 2013 sur TF1

- États-Unis : 6,86 millions de téléspectateurs[5]
- Québec : 656 000 téléspectateurs[8]
- France : 3,4 millions de téléspectateurs[7] (première diffusion)

### Épisode 3:Le Digne héritier
- États-Unis : 20 juin 2012 sur TNT
- Belgique : 22 novembre 2012 sur La Une
- Québec : 15 avril 2013 sur TVA
- France : 22 juin 2013 sur TF1

- États-Unis : 4,76 millions de téléspectateurs[9]
- France : 3,2 millions de téléspectateurs[7] (première diffusion)

### Épisode 4:Adieu Southfork
- États-Unis : 27 juin 2012 sur TNT
- Belgique : 22 novembre 2012 sur La Une
- Québec : 22 avril 2013 sur TVA
- France : 29 juin 2013 sur TF1

- États-Unis : 4,08 millions de téléspectateurs[10]
- Québec : 517 000 téléspectateurs[11]
- France : 2,88 millions de téléspectateurs[12] (première diffusion)

### Épisode 5:Ewing contre Ewing
- États-Unis : 4 juillet 2012 sur TNT
- Belgique : 29 novembre 2012 sur La Une
- Québec : 29 avril 2013 sur TVA
- France : 29 juin 2013 sur TF1

- États-Unis : 3,36 millions de téléspectateurs[13]
- Québec : 525 000 téléspectateurs[14]
- France : 2,78 millions de téléspectateurs[12] (première diffusion)

### Épisode 6:La Fièvre de l'or noir
- États-Unis : 11 juillet 2012 sur TNT
- Belgique : 29 novembre 2012 sur La Une
- Québec : 6 mai 2013 sur TVA
- France : 29 juin 2013 sur TF1

- États-Unis : 3,63 millions de téléspectateurs[15]
- France : 2,66 millions de téléspectateurs[12] (première diffusion)

### Épisode 7:Tomber de haut
- États-Unis : 18 juillet 2012 sur TNT
- Belgique : 6 décembre 2012 sur La Une
- Québec : 13 mai 2013 sur TVA
- France : 6 juillet 2013 sur TF1

- États-Unis : 3,88 millions de téléspectateurs[16]
- Québec : 481 000 téléspectateurs[17]
- France : 1,31 million de téléspectateurs[18] (première diffusion)

### Épisode 8:Guet-apens
- États-Unis : 25 juillet 2012 sur TNT
- Belgique : 6 décembre 2012 sur La Une
- Québec : 20 mai 2013 sur TVA
- France : 6 juillet 2013 sur TF1

- États-Unis : 3,25 millions de téléspectateurs[19]
- France : 1,1 million de téléspectateurs[18] (première diffusion)

### Épisode 9:Esprit de famille
- États-Unis : 1er août 2012 sur TNT
- Belgique : 13 décembre 2012 sur La Une[20]
- Québec : 27 mai 2013 sur TVA
- France : 6 juillet 2013 sur TF1

- États-Unis : 3,24 millions de téléspectateurs[21]
- France : 790 000 téléspectateurs[18] (première diffusion)

### Épisode 10:Les Grandes révélations
- États-Unis : 8 août 2012 sur TNT
- Belgique : 13 décembre 2012 sur La Une[20]
- Québec : 3 juin 2013 sur TVA
- France : 6 juillet 2013 sur TF1

- États-Unis : 4,29 millions de téléspectateurs[22]
- Québec : 469 000 téléspectateurs[23]
- France : 617 000 téléspectateurs[18] (première diffusion)

Après avoir tué Tommy, Rebecca essaie de cacher le corps. John Ross avoue tout ce qu'il a fait mais Elena entend tout. Ann piège Harris pour aider Sue Ellen. Vicente part en prison pour fraude et meurtre de Martha del Sol. L'agent détective de John Ross découvre où se cache Tommy, Christopher s'y rend dans un hôtel, à ce moment quelqu'un appelle et il répond et il s'avère que c'est une certaine Rebecca qui est la sœur de Tommy et qui se demande où il est. Il se rend chez sa femme et lui demande qui elle est. Christopher avoue son amour à Elena, Elena fait rendre la bague à John Ross, Sue Ellen prononce un discours pour le poste de sénateur et on apprend que Rebecca la femme de Christopher n'est autre que la fille de Cliff. Celui-ci lui demande de casser une bonne fois pour toutes la famille Ewing pour bien sûr récupérer le pétrole.

## Audiences
| Épisode | Titre original         | Titre en Français       | Chaîne | Date de diffusion originale | Audiences | PDM sur les 18/49 ans | Audiences en France | PDM en France |
| ------- | ---------------------- | ----------------------- | ------ | --------------------------- | --------- | --------------------- | ------------------- | ------------- |
| 1       | Changing of the Guard  | Un univers impitoyable  | TNT    | 13 juin 2012                | 6.86      | 1.5                   | 3 830 000           | 18,1 %        |
| 2       | Hedging Your Bets      | Le retour de J.R        | TNT    | 13 juin 2012                | 6.86      | 1.5                   | 3 400 000           | 17,5 %        |
| 3       | The Price You Pay      | Le digne héritier       | TNT    | 20 juin 2012                | 4.76      | 1.3                   | 3 200 000           | 19,8 %        |
| 4       | The Last Hurrah        | Adieu Southfork         | TNT    | 27 juin 2012                | 4.08      | 1.1                   | 2 880 000           | 14 %          |
| 5       | Truth and Consequences | Ewing contre Ewing      | TNT    | 4 juillet 2012              | 3.36      | 1.0                   | 2 780 000           | 13,6 %        |
| 6       | The Enemy of My Enemy  | La fièvre de l'or noir  | TNT    | 11 juillet 2012             | 3.63      | 1.0                   | 2 660 000           | 15,3 %        |
| 7       | Collateral Damage      | Tomber de haut          | TNT    | 18 juillet 2012             | 3.88      | 0.9                   | 1 310 000           | 14,5 %        |
| 8       | No Good Deed           | Guet-apens              | TNT    | 25 juillet 2012             | 3.25      | 0.7                   | 1 100 000           | 17,4 %        |
| 9       | Family Business        | Esprit de famille       | TNT    | 1er août 2012               | 3.24      | 0.8                   | 790 000             | 20,2 %        |
| 10      | Revelations            | Les grandes révélations | TNT    | 8 août 2012                 | 4.29      | 1.3                   | 617 000             | 22,7 %        |